# Труан (Кот-д’Ор)
Труа́н (фр. Trouhans) — коммуна во Франции, находится в регионе Бургундия. Департамент коммуны — Кот-д’Ор. Входит в состав кантона Сен-Жан-де-Лон. Округ коммуны — Бон.
Код INSEE коммуны — 21645.

## Население
Население коммуны на 2010 год составляло 646 человек.
| 1962 | 1968 | 1975 | 1982 | 1990 | 1999 | 2010 |
| ---- | ---- | ---- | ---- | ---- | ---- | ---- |
| 544  | 540  | 508  | 604  | 674  | 628  | 646  |

## Экономика
В 2010 году среди 420 человек трудоспособного возраста (15—64 лет) 310 были экономически активными, 110 — неактивными (показатель активности — 73,8 %, в 1999 году было 64,3 %). Из 310 активных жителей работали 290 человек (176 мужчин и 114 женщин), безработных было 20 (4 мужчины и 16 женщин). Среди 110 неактивных 41 человек были учениками или студентами, 24 — пенсионерами, 45 были неактивными по другим причинам.